# アムリ・シャーナウィ
アムリ・シャーナウィ（英語: Amri Syahnawi、1998年11月18日 - ）は、インドネシアの男子バドミントン選手。

## 経歴
2023年まで、ウィニー・オクタフィナ・カンドウとペアを組み、世界ランクは42位まで到達。
2024年からはニタ・フィオリナ・マルワーとペアを組む。
10月のインドネシア・マスターズ (スーパー100) Ⅱでは、ジャファル・ヒダヤトゥラー / フェリシャ・パサリブら同胞を破り優勝。